# Hermann Priess
Hermann Priess (alemany: Hermann Prieß)  (Marnitz, 24 de maig de 1901 - Ahrensburg, 2 de febrer de 1985) va ser un general alemany de les Waffen-SS i un criminal de guerra durant la Segona Guerra Mundial. Va comandar la Divisió SS Totenkopf ("Cap de la Mort") després de la mort de Theodor Eicke el febrer de 1943. El 30 d'octubre de 1944 va ser nomenat comandant del I Cos Panzer SS i el va dirigir durant la batalla de les Ardenes.
Després de la guerra, Priess va ser condemnat per crims de guerra per la seva participació en la massacre de Malmedy, i va ser condemnat a 20 anys de presó. Va ser alliberat de la presó de Landsberg el 1954.

## Carrera
Nascut el 1901, Priess es va oferir voluntari per al servei militar a l'exèrcit imperial el gener de 1919, que es va transformar en el Reichsheer a la República de Weimar. A causa de les limitacions imposades pel tractat de Versalles, el seu regiment va ser dissolt. Després es va unir al grup paramilitar Freikorps i va lluitar a la Guerra de la Independència d'Estònia. El 1920, va tornar a l'exèrcit i va ser llicenciat el juny de 1931.
El 24 d'octubre de 1944, Priess va succeir a Georg Keppler com a comandant del I SS Panzerkorps. Va liderar aquesta formació, com a part del 6è Exèrcit Panzer, a la fallida ofensiva de les Ardenes. L'objectiu de l'ofensiva era dividir la línia britànica i americana per la meitat, de manera que els alemanys podien procedir a encerclar i destruir quatre exèrcits aliats, obligant els aliats occidentals a negociar un tractat de pau amb les potències de l'Eix. Subordinat al I SS Panzerkorps hi havia el Kampfgruppe "Peiper", dirigit per Joachim Peiper. El comandament de Peiper va ser el responsable de la massacre de Malmedy, un crim de guerra en què 84 presoners de guerra estatunidencs van ser assassinats pels seus captors alemanys prop de Malmedy, Bèlgica.
Després de l'ofensiva de les Ardenes, el 6è Exèrcit Panzer SS va ser traslladat a Hongria, on va lluitar contra l'avanç de l'exèrcit soviètic. El I SS Panzerkorps va arribar a Hongria a principis de febrer de 1945. Allà, Priess va comprometre les seves forces en l'operació Vent del Sud contra el cap de pont de Hron, una forta posició formada pels soviètics sobre el Danubi prop de la ciutat d'Esztergom, destruint el cap de pont a finals de febrer. Després va comandar el I SS Panzerkorps a l'operació Despertar de la Primavera, l'última gran ofensiva alemanya de la Segona Guerra Mundial. L'atac, centrat a la zona del llac Balaton, va començar el 6 de març de 1945 i va acabar amb una derrota alemanya el 16 de març de 1945.

## Judici i condemna per crims de guerra
El maig de 1945, Priess es va rendir a les forces estatunidenques. Va començar a treballar per a la divisió històrica de l'exèrcit nord-americà al Camp King. De maig a juliol de 1946, es va convertir en un dels 73 acusats del judici de la massacre de Malmedy celebrat al camp d'internament de Dachau. Juntament amb Sepp Dietrich, Joachim Peiper i altres, Priess va ser acusat de l'assassinat de més de 300 presoners de guerra aliats i 100 civils belgues entre el 16 de desembre de 1944 i el 13 de gener de 1945.
El 16 de juliol, Priess va ser condemnada a 20 anys de presó. L'octubre de 1954, va ser alliberat abans de complir la seva condemna a la presó de Landsberg. Priess va morir el 1985.

## Sumari com a membre de les SS
Dates de promoció
 SS-Sturmführer: 26 de febrer de 1935
 SS-Obersturmführer: 15 de setembre de 1935
 SS- Hauptsturmführer: 13 de setembre de 1936
 SS-Sturmbannführer: 20 d'abril de 1939
 SS-Obersturmbannführer: 1 d'agost de 1940
 SS-Standartenführer: 21 de juny de 1941
 SS-Oberführer: 13 de juliol de 1942
 SS- Brigadeführer: i Generalmajor de les Waffen-SS: 15 de juliol de 1943
 SS-Gruppenführer i Generalleutnant de les Waffen-SS: 20 d'abril de 1944
Condecoracions
 Creu de Cavaller de la Creu de Ferro amb Fulles de Roure i Espases
 Creu de Cavaller (28 d'abril de 1943) com a SS-Oberführer i comandant del regiment d'artilleria de la SS-Panzergrenadier-Division Totenkopf
 Fulles de Roure (9 de setembre de 1943) com a SS- Brigadeführer i Generalmajor de les Waffen-SS i comandant de la SS-Panzergrenadier-Divisió "Totenkopf"
 Espases (26è) (24 d'abril de 1944) com SS- Brigadeführer i Generalmajor de les Waffen-SS i comandant de la 3. SS-Panzer-Division "Totenkopf"
 Creu de Ferro 1939 de 1a classe (15 d'octubre de 1939)
 Creu de Ferro 1939 de 2a classe (22 de setembre de 1939)
Creu alemanya d'or (6 de gener de 1942) com a SS-Standartenführer al Regiment d'Artilleria-SS "Totenkopf"
 Insígnia de ferit 1939 en negre
Anell d'honor de les SS
Espasa d'Honor de les SS